# 戴尔·库里
沃德爾·史蒂芬·「戴尔」·柯瑞（英語：Wardell Stephen "Dell" Curry，1964年6月25日—）是前美国NBA聯盟的職業籃球員，2002年退休。

## NBA生涯
他在1986年NBA选秀中以第1輪第15順位被猶他爵士選中，1993-94 NBA賽季榮膺年度「NBA最佳第六人」，1998-99 NBA賽季三分球命中率達到47.59%為該季NBA聯盟最高。他是夏洛特黃蜂隊史得分（9839分）及三分球進球數（929球）的紀錄保持者（現被肯巴·沃克超越）。

## 家庭生活
他的兩个兒子是現役NBA球星斯蒂芬·科里和薩夫·居里。

## 外部連結
- 戴尔·库里的X（前Twitter）